# Emmanuel Lubezki
Emmanuel „Chivo“ Lubezki (* 1964 in Mexiko-Stadt als Emmanuel Lubezki Morgenstern) ist ein mexikanischer Kameramann. Er ist auch als Produzent und Regisseur tätig. Er ist unter anderem dreifacher Oscarpreisträger.

## Leben
Seine Karriere als Kameramann begann er Mitte der 1980er Jahre im mexikanischen Fernsehen. 1993 wirkte er mit Twenty Bucks – Geld stinkt nicht – oder doch? zum ersten Mal an einer US-amerikanischen Produktion mit.
Häufig dreht er mit dem Regisseur Alfonso Cuarón, mit dem er auch freundschaftlich verbunden ist. Bei der Oscarverleihung 2014 wurde er für seine Kameraarbeit bei Cuaróns Film Gravity mit dem Oscar für die beste Kamera ausgezeichnet. Die gleiche Auszeichnung erhielt er 2015 für den Film Birdman oder (Die unverhoffte Macht der Ahnungslosigkeit) und 2016 für The Revenant – Der Rückkehrer, zum dritten Mal in Folge.

## Filmografie (Auswahl)
- 1992: Bittersüße Schokolade (Como agua para chocolate)
- 1994: Reality Bites – Voll das Leben (Reality Bites)
- 1995: Little Princess
- 1995: Dem Himmel so nah (A Walk in the Clouds)
- 1996: The Birdcage – Ein Paradies für schrille Vögel (The Birdcage)
- 1998: Große Erwartungen (Great Expectations)
- 1998: Rendezvous mit Joe Black (Meet Joe Black)
- 1999: Sleepy Hollow
- 2000: Gefühle, die man sieht – Things You Can Tell (Things You Can Tell Just by Looking at Her)
- 2001: Y tu mamá también – Lust for Life (Y tu mamá también)
- 2001: Ali
- 2003: Ein Kater macht Theater (The Cat in the Hat)
- 2004: Attentat auf Richard Nixon (The Assassination of Richard Nixon)
- 2004: Lemony Snicket – Rätselhafte Ereignisse (Lemony Snicket’s A Series Of Unfortunate Events)
- 2005: The New World
- 2006: Children of Men
- 2008: Burn After Reading – Wer verbrennt sich hier die Finger? (Burn After Reading)
- 2011: The Tree of Life
- 2012: To the Wonder
- 2013: Gravity
- 2014: Birdman oder (Die unverhoffte Macht der Ahnungslosigkeit) (Birdman or (The Unexpected Virtue of Ignorance))
- 2015: Knight of Cups
- 2015: The Revenant – Der Rückkehrer (The Revenant)
- 2017: Song to Song
- 2017: Carne y arena
- 2022: Amsterdam
- 2024: Disclaimer (Miniserie)

## Auszeichnungen (Auswahl)
Oscar
- 1996: Oscar-Nominierung für A Little Princess in der Kategorie beste Kamera
- 2000: Oscar-Nominierung für Sleepy Hollow in der Kategorie beste Kamera
- 2006: Oscar-Nominierung für The New World in der Kategorie beste Kamera
- 2007: Oscar-Nominierung für Children of Men in der Kategorie beste Kamera
- 2012: Oscar-Nominierung für The Tree of Life in der Kategorie beste Kamera
- 2014: Oscar für Gravity in der Kategorie beste Kamera
- 2015: Oscar für Birdman in der Kategorie beste Kamera
- 2016: Oscar für The Revenant in der Kategorie beste Kamera

American Society of Cinematographers Award
Lubezki ist der einzige fünfmalige Gewinner des ASC Awards für Spielfilme.
- 2006: Auszeichnung für Children of Men
- 2012: Auszeichnung für The Tree of Life
- 2014: Auszeichnung für Gravity
- 2015: Auszeichnung für Birdman
- 2016: Auszeichnung für The Revenant

Premio Ariel
- 1992: Auszeichnung mit dem Silbernen Ariel für Bittersüße Schokolade
- 1993: Auszeichnung mit dem Silbernen Ariel für Miroslava
- 1994: Auszeichnung mit dem Silbernen Ariel für Ámbar

British Academy Film Award
- 2007: Auszeichnung mit dem Kamerapreis für Children of Men
- 2014: Auszeichnung mit dem Kamerapreis für Gravity
- 2015: Auszeichnung mit dem Kamerapreis für Birdman
- 2016: Auszeichnung mit dem Kamerapreis für The Revenant

Chicago Film Critics Association Award
- 1995: Nominierung für Dem Himmel so nah
- 1999: Nominierung für Sleepy Hollow
- 2005: Nominierung für The New World
- 2006: Children of Men
- 2011: The Tree of Life
- 2013: Gravity
- 2014: Birdman

Los Angeles Film Critics Association Award
- 2006: Auszeichnung für Children of Men
- 2011: Auszeichnung für The Tree of Life
- 2013: Auszeichnung für Gravity
- 2014: Auszeichnung für Birdman

New York Film Critics Circle Award
- 2011: Auszeichnung für The Tree of Life

Online Film Critics Society Award
- 2000: Auszeichnung für Sleepy Hollow
- 2006: Nominierung für The New World
- 2007: Auszeichnung für Children of Men